# Пикалёво II (станция)
Пикалёво-II — железнодорожная станция, расположенная на окраине города Пикалёво Бокситогорского района Ленинградской области, рядом с Пикалёвским глинозёмным заводом. Станция принадлежит к Волховстроевскому региону Октябрьской железной дороги. Расположена на линии Тихвин — Подборовье. Была открыта в 1965 году. Код станции единой сетевой разметки (ЕСР) — 047204. Код в АСУ «Экспресс» — 2004667.

## Основная информация
Станция имеет 14 путей и две низких платформы. Станция используется исключительно как грузовая. Пассажирские поезда на ней не останавливаются. Ранее станция использовалась как пассажирская но была переквалифицирована в грузовую.

## Особенности работы
Станция осуществляет следующие коммерческие операции, связанные с перевозкой грузов:
- Прием и выдача мелких отправок грузов, требующих хранения в крытых складах станции.
- Прием и выдача грузов повагонными и мелкими отправками, загружаемых целыми вагонами, только на подъездных путях и местах необщего пользования.
- Прием и выдача грузов в универсальных контейнерах транспорта массой брутто 20 т на подъездных путях (с оформлением перевозочных документов по правилам § 3).

Прием и выдача мелких отправок грузов, допускаемых к хранению на открытых площадках станций.